# Ливенка (Павловский район)
Ливенка — село в Павловском районе Воронежской области Российской Федерации. Административный центр Ливенского сельского поселения.

## География
Расстояние до районного центра — города Павловска, — 45 км, до бывшего районного центра - Лосево 18 км. До областного центра — города Воронежа, — 153 км.
Село, как и вся Воронежская область, живёт по Московскому времени.

## История
В конце XVII века по указу Петра I началось заселение крестьянами берегов рек Битюг и Икорец. В 1708 году крестьяне из Даниловской волости Костромского уезда основали поселение, которое первоначально называлось Верхний Кисляй.

## Население
| 1802 | 1857  | 1859  | 1897  | 1980  | 2009  | 2010  |
| ---- | ----- | ----- | ----- | ----- | ----- | ----- |
| 1533 | ↗2223 | ↘2193 | ↗3755 | ↗4113 | ↘1079 | ↘1049 |

## Транспорт и дороги
Сообщение с областным и районным центрами — автобусное,  обеспечиваемое предприятием автотранспорта города Павловска. Автобус ходит 3 раза в день. Павловск-Лосево-Ерышевка-Ливенка-Тумановка.

## Архитектура и достопримечательности
В селе 21 улица: А. Щукина, Буденного, Гагарина, Декабристов, Дзержинского, Докучаева, Зелёная, Кирова, Кленская, Коммунаров, Красная, Кузнецова, Ленина, Лесная, Мира, Московская, Никитинская, Песчаная, Садовая, Советская и Строителей.
К архитектурным достопримечательностям села можно отнести Покровскую церковь.